# SCRAM

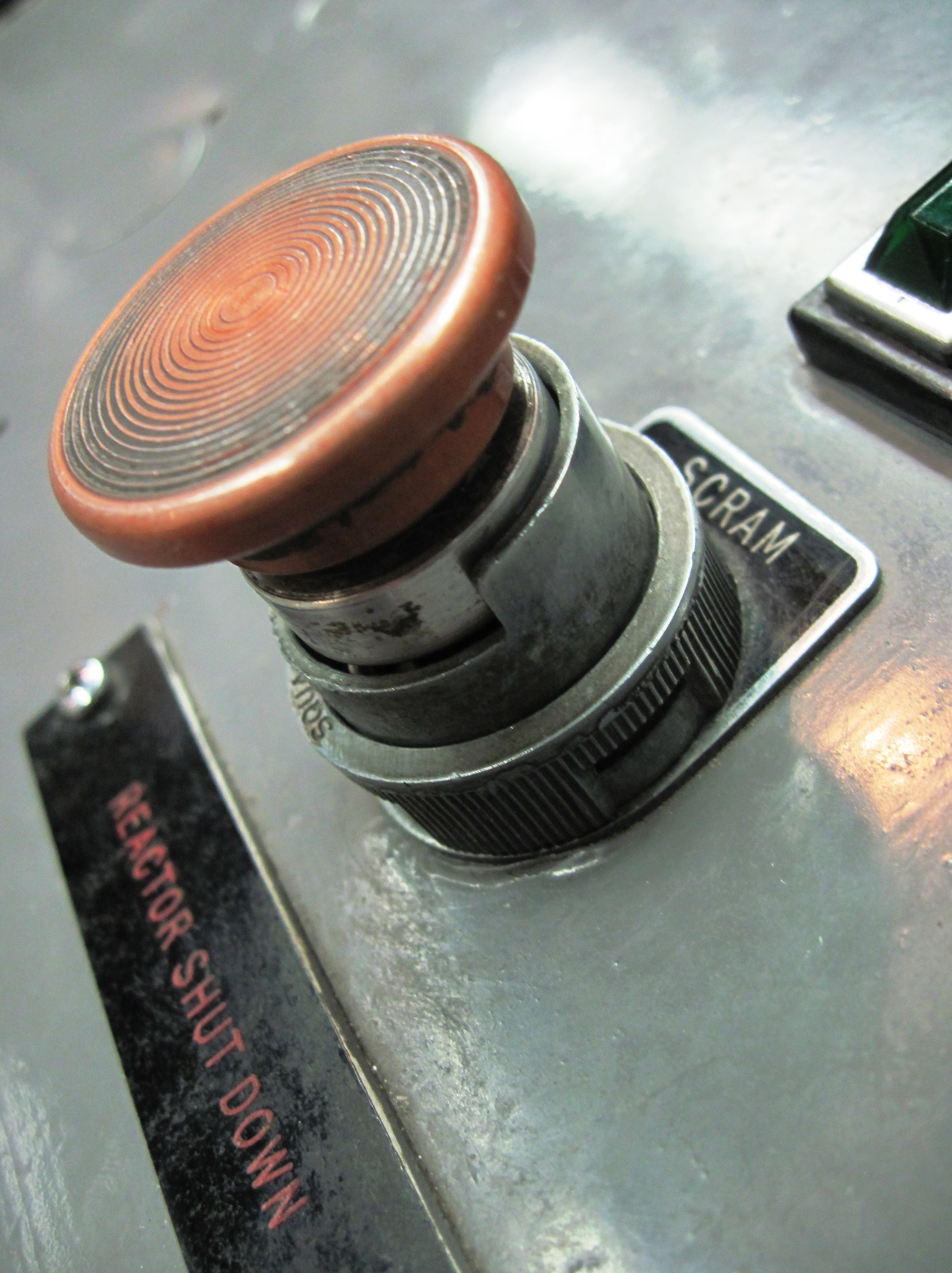
Un pulsante di emergenza SCRAM per lo spegnimento di un reattore, collocato all'Idaho National Laboratory (Idaho).

Lo scram o SCRAM è un arresto di emergenza di un reattore nucleare, anche se ormai questo termine è esteso a diversi ambiti indicando sempre un arresto rapido in caso di emergenza. Si dice che il termine scram derivi dall'acronimo di safety control rod axe man, usato per la prima volta nel 2 dicembre 1942 quando vi fu la prima reazione nucleare controllata di Enrico Fermi e il sistema di emergenza erano delle barre di cadmio appese sopra il reattore con una corda che sarebbe stata tagliata da un uomo con un'ascia in caso la reazione fosse andata fuori controllo.

## Funzionamento
In un reattore, lo scram è ottenuto inserendo un grande ammontare di reattività negativa. In un LWR (Light Water Reactor), questo è fatto inserendo all'interno del reattore delle barre di controllo assorbitrici di neutroni, ma il punto in cui vengono inserite dipende dal tipo di reattore. In un PWR (Pressurized Water Reactor) le barre sono inserite dall'alto del reattore da un motore elettrico; nel caso in cui la corrente per qualsiasi motivo venisse a mancare le barre sono immediatamente lasciate "cadere" al suo interno in modo da arrestare in ogni caso la reazione e la generazione di potenza. Un altro metodo è tramite degli elettromagneti, che in caso di mancanza di elettricità rilasciano le barre. Quando le barre sono rese libere, queste sono spinte all'interno dal proprio peso e da una molla che deve vincere la pressione interna del contenitore (circa 150 bar) e nel caso di scram questo deve avvenire in pochi secondi, in modo da arrestare subito la reazione. Nel caso di un BWR (Boiling Water Reactor) le barre sono inserite dal basso, visto che nella parte superiore si trovano i generatori di vapore. In questo caso si usano dei pistoni idraulici che spingono verso l'alto le barre in caso di emergenza: questa volta le barre devono vincere, oltre alla pressione interna (circa 75 bar), anche il proprio peso. Nel caso il sistema primario di inserzione non funzioni, ci sono comunque altri sistemi atti ad inserire reattività negativa.
Oltre alle barre, possono essere inseriti assorbitori liquidi, chiamati veleni neutronici, che hanno la stessa funzione delle barre. Il più usato è l'acido borico, che causa una diminuzione della moltiplicazione neutronica arrestando così le fissioni. In un PWR, queste sostanze sono contenute in serbatoi metallici pressurizzati, chiamati accumulatori, a una pressione maggiore di quella di esercizio e collegati al circuito primario mediante valvole che, in caso di pericolo, sono aperte facendo entrare il veleno neutronico nel nucleo.

## Risposta del reattore
Con l'inserzione delle barre la reattività diventa fortemente negativa e praticamente tutti i neutroni pronti, cioè quelli formati direttamente dalla fissione nucleare, sono assorbiti e quindi quasi istantaneamente il reattore si spegne. Una piccola frazione di neutroni (circa lo 0,65%) deriva dal decadimento nucleare di atomi formatisi dalla fissione e quindi viene emessa in ritardo. Questi neutroni ritardati limitano quindi la velocità con cui il reattore può spegnersi visto che hanno tempi di decadimento che arrivano anche a 100 secondi.